# Ølstykke Station
Ølstykke Station er en S-togs-station i Ølstykke.
Den ligger i takstzone 85.

## Antal rejsende
Ifølge Østtællingen var udviklingen i antallet af dagligt afrejsende til 1989 med lokaltog, derefter med S-tog:
| År   | Antal | År   | Antal | År   | Antal | År   | Antal |
| ---- | ----- | ---- | ----- | ---- | ----- | ---- | ----- |
| 1957 | -     | 1974 | -     | 1991 | 2.130 | 2001 | 1.488 |
| 1960 | -     | 1975 | -     | 1992 | 2.207 | 2002 | 1.488 |
| 1962 | -     | 1977 | -     | 1993 | 2.208 | 2003 | 1.514 |
| 1964 | -     | 1979 | -     | 1995 | 2.263 | 2004 | 1.941 |
| 1966 | -     | 1981 | -     | 1996 | 2.048 | 2005 | 1.615 |
| 1968 | -     | 1984 | 736   | 1997 | 2.022 | 2006 | 1.814 |
| 1970 | -     | 1987 | 682   | 1998 | 1.900 | 2007 | 1.706 |
| 1972 | -     | 1990 | 1.831 | 2000 | 1.591 | 2008 | 1.767 |